# Indrek Hargla

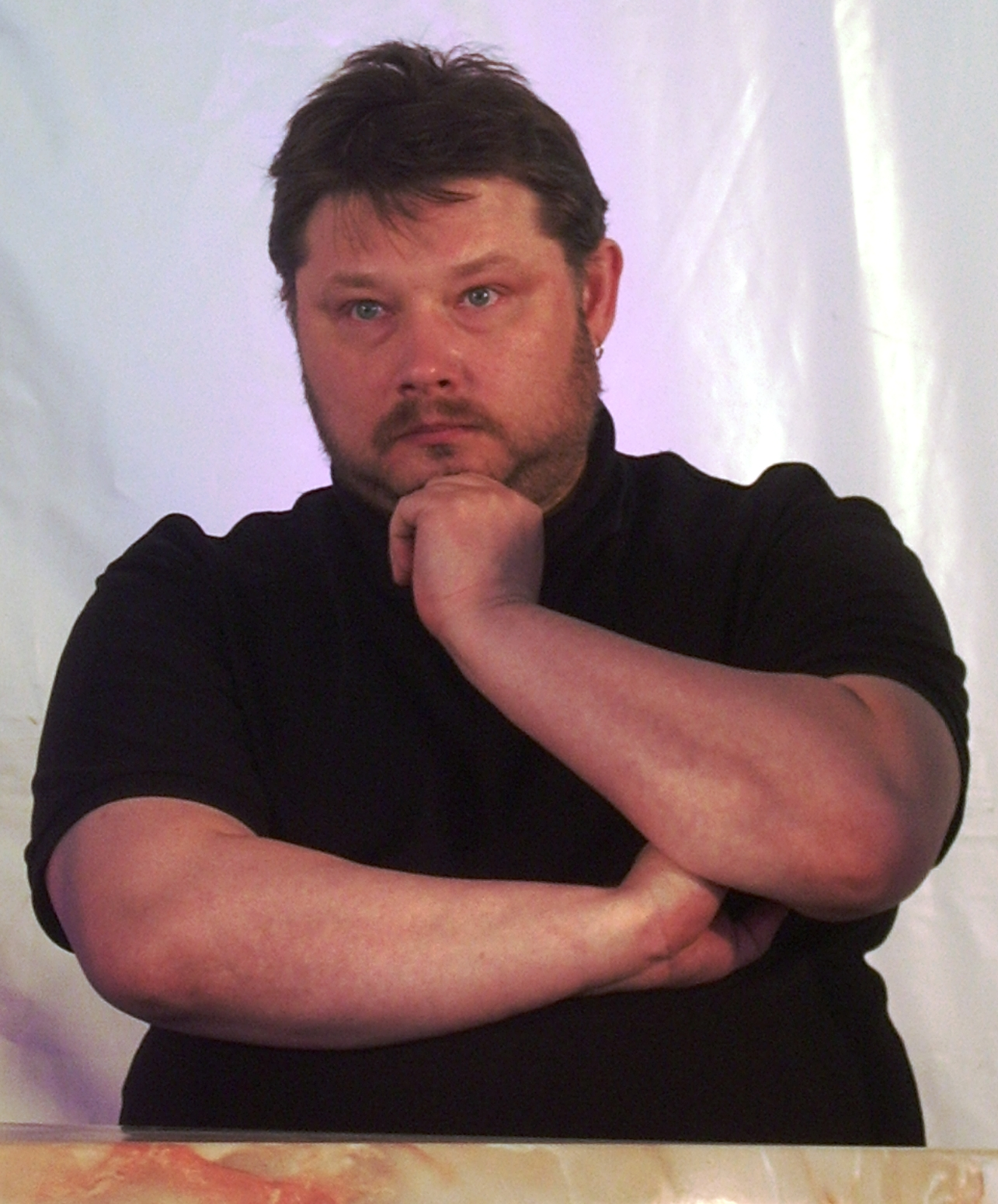
Indrek Hargla (2009)

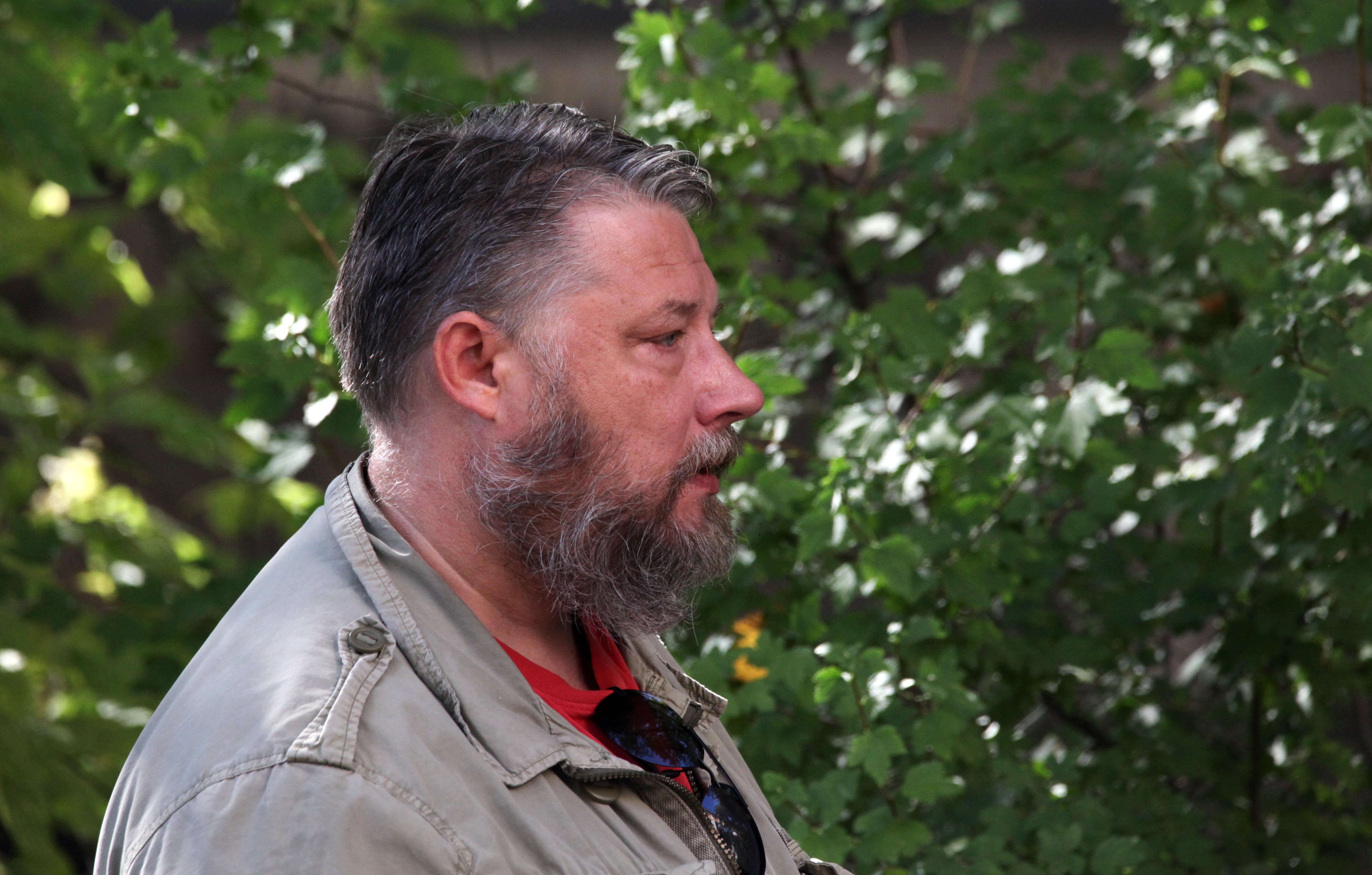
Indrek Hargla (2021)

Indrek Hargla (nome verdadeiro Indrek Sootak; também usou os pseudónimos Andrei Golikov e Marat Faizijev; nascido a 12 de julho de 1970) é um escritor estoniano. Ele é um dos mais proeminentes escritores estonianos de ficção científica e romances policiais. O seu trabalho mais notável é a série Boticário Melchior, onde a história se desenvolve na Tallinn medieval.
Em 1993 ele formou-se na Universidade de Tartu, tendo estudado jurisprudência. Após a formatura, ele trabalhou no Ministério de Relações Externas da Estónia. Desde 2012 que ele é um escritor profissional.
Ele ganhou muitos prémios, por exemplo, 17 vezes o prémio estoniano de ficção científica 'Stalker'.